# Llantwit Fardre
Llantwit Fardre är en ort och community i Storbritannien.   Den ligger i kommunen Rhondda Cynon Taf och riksdelen Wales, i den södra delen av landet, 220 km väster om huvudstaden London. 
Communityn består av byarna Llantwit Fardre, Efail Isaf, Tonteg och Church Village.